# Holden Panel Van
Der Holden Panel Van ist ein Lieferwagen (Hochdachkombi) der australischen GM-Division Holden. 
Es gab ihn als
- 1953–1968 als Serie FJ, FE, FC, FB, EK, EJ, EH, HD und HR Standard und
- 1958–1985 als Serie HK, HT, HG, HQ, HJ, HX, HZ und WB Belmont.